# هارولد ماهوني
هارولد ماهوني (بالإنجليزية: Harold Mahony)‏ مواليد 13 فبراير 1867 في إدنبرة - الوفاة 27 يونيو 1905 في مقاطعة كري، كان لاعب كرة مضرب أيرلندي بدأ مسيرته كمحترف سنة 1890، اعتزل اللعب في 1905. كما أنه أحد أبطال الجراند سلام. أعلى تصنيف له في الفردي كان المركز الـ 2 في سنة 1896. سبق أن شارك في دورة الألعاب الأولمبية الصيفية.

## بطولات حققها
- بطولة ويمبلدون

## النهائيات

### الفردي
| الحصيلة | السنة | البطولة  | الأرضية | المنافس        | النتيجة                 |
| ------- | ----- | -------- | ------- | -------------- | ----------------------- |
| الفوز   | 1896  | ويمبلدون | عشبية   | ويلفريد باديلي | 6–2, 6–8, 5–7, 8–6, 6–3 |

### الزوجي
| الحصيلة | السنة | البطولة           | الأرضية | الشريك        | المنافس             | النتيجة                   |
| ------- | ----- | ----------------- | ------- | ------------- | ------------------- | ------------------------- |
| الوصافة | 1897  | البطولة الأمريكية | عشبية   | هارولد نيسبيت | جورج شيلدون ليو وير | 13–11, 2–6, 7–9, 6–1, 1–6 |

## الميداليات
| الميدالية | المسابقة                       |
| --------- | ------------------------------ |
| فضية      | الألعاب الأولمبية الصيفية 1900 |
| برونزية   | الألعاب الأولمبية الصيفية 1900 |
| فضية      | الألعاب الأولمبية الصيفية 1900 |